# Tan Mo Heng
Tan (Bing) Mo Heng (28 de fevereiro de 1913 - data de morte desconhecida) foi um futebolista das Índias Orientais Neerlandesas (atual Indonésia) que jogava como goleiro.

## Carreira
Mo Heng jogava pelo HCTNH Malang quando foi convocado para a Copa do Mundo FIFA de 1938. Ele atuou na derrota por 6 a 0 para a Hungria. As Índias Orientais Neerlandesas se classificaram automaticamente para o torneio depois que seu adversário original nas eliminatórias, o Japão, desistiu de participar das eliminatórias.